# Herbert Jopt
Herbert Jopt (* 28. September 1918 in Langenbielau, Schlesien; † 19. Oktober 1991 in Berlin) war ein deutscher Politiker (SED). Er war Vorsitzender der Bezirksparteikontrollkommission Berlin.

## Leben
Jopt lernte den Beruf des Färbers und leistete im Zweiten Weltkrieg Kriegsdienst. Nach 1945 arbeitete er in einer Papierfabrik in Flöha. 1949 trat er der SED bei. Von 1954 bis 1981 wirkte er im Berliner Parteiapparat der SED, zuerst als Zweiter Sekretär der SED-Kreisleitung Berlin-Lichtenberg. Von 1960 bis 1964 studierte er an der Parteihochschule der KPdSU in Moskau und qualifizierte sich zum Diplom-Gesellschaftswissenschaftler. Anschließend war er bis Mai 1971 Erster Sekretär der SED-Kreisleitung Berlin-Prenzlauer Berg. Von Mai 1971 bis Februar 1981 wirkte er als Vorsitzender der Bezirksparteikontrollkommission der SED Berlin (Nachfolger von Paul Behring). Von Juni 1971 bis 1976 war er zudem Kandidat der Zentralen Parteikontrollkommission. 1981 ging Jopt in Rente, war aber von März 1981 bis April 1987 – als Nachfolger von Willi Jahnke – noch Vorsitzender des Bezirksausschusses Berlin der Volkssolidarität.
Seine Urne wurde auf dem Zentralfriedhof Berlin-Friedrichsfelde in der Gräberanlage für Opfer des Faschismus und Verfolgte des Naziregimes beigesetzt.

## Auszeichnungen
- Vaterländischer Verdienstorden in Bronze (1968), in Silber (1974) und  in Gold (1981)
- Orden Banner der Arbeit Stufe I (1978)
- Ehrenspange zum Vaterländischen Verdienstorden in Gold (1988)
- Verdienstmedaille der DDR